# 김원석 (야구 선수)
김원석(1989년 10월 29일 ~ )은 전 호주 프로야구 리그 오클랜드 투아타라의 외야수로 뛰고 있는 대한민국의 야구 선수이다.

## 한국 프로야구시절

### 한화 이글스시절
2012년 투수로 입단하였다가 외야수로 전향했다. 1군 부상 선수 대체로 2군에서 올라와 예상 못한 대활약으로 1군에 정착하나 할 때쯤 한 팬과 SNS에서 문재인 전 대통령, 전태일 열사 및 치어리더 외모 비하 한 것을 팬이 유출 했고 이글스에서 방출당함. 특히 문재인 대통령 비하 때문에 압박이 많이 엄청난 지탄을 받고 우리나라 리그에서 뛸 수 없게됨.

## 한국 독립야구 시절

### 연천 미라클시절
2015년 군 제대 후 입단하여 투수를 포기하고 외야수로 전향해 팀 내 중심 타자로 자리잡았고 특히 한화 이글스와의 교류전에서 2홈런을 치며 두각을 나타내 친정팀 재입단에 성공했다. (한화 입단 에피소드)

## 한국 프로야구복귀

### 한화 이글스복귀
2016년에 복귀하여
2016년 5월 5일 SK 와이번스전에서 데뷔 첫 안타 및 멀티 히트를 기록했고 이후 2017년 4월 1일 두산 베어스전에서는 이현승을 상대로 2타점 2루타를 쳐 내며 팀 승리를 이끌었지만SNS 논란으로 물의를 빚으면서 마무리 캠프 중 귀국한 직후 2017년 11월 20일 방출 통보를 받았고 이후 KBO리그에서는 모습을 볼 수 없게 되었다.

## 한국 독립야구 복귀

### 연천 미라클복귀
2018년 4월 30일에 연천 미라클로 복귀하여 의정부 신한대학교 피닉스와의 독립 야구 리그 교류전에서 4번 타자로 출장한 사실이 밝혀졌다.

## 일본 독립 야구 시절

### 후쿠시마 레드호프스 시절
2019년 2월 일본 독립 야구 리그인 시코쿠 아일랜드 리그 플러스 소속팀인 후쿠시마 레드호프스에 입단했고 입단 후 2019 시즌에서 56경기에 출장해 0.348의 타율과 12홈런·55타점을 기록하며 리그 타격 부문 5위에 랭크되는 활약을 보였다.

## 호주 프로야구 리그시절

### 오클랜드 투아타라
ABL 2019-20 시즌을 앞두고 오클랜드 투아타라에 입단하여 39경기 타율 0.279, 10홈런·31타점을 기록하며 팀의 포스트시즌 진출에 기여했고 2019-20 시즌을 마친 뒤 오클랜드 투아타라와 재계약에 성공했지만 코로나19 범유행으로 인해 팀이 불참을 선언하며 1년이 넘게 실전에 나서지 못했다.

## 논란
- 2017년 7월부터 인스타그램에서 당시 한화 이글스의 투수코치이자 감독 대행이었던 이상군, 한화 이글스 치어리더, 팬, 충청도, 문재인 대통령 등을 비하한 대화 내용이 11월에 공개됐고 이로 인해 방출됐다.

## 출신 학교
- 연서초등학교 (마린스리틀)
- 사직중학교
- 부산공업고등학교
- 동의대학교

## 통산 기록
| 연도 | 팀명  | 타율  | 경기 | 타수 | 득점 | 안타 | 2루타 | 3루타 | 홈런 | 타점 | 도루 | 도실 | 볼넷 | 사구 | 삼진 | 병살 | 실책 |
| ---- | ----- | ----- | ---- | ---- | ---- | ---- | ----- | ----- | ---- | ---- | ---- | ---- | ---- | ---- | ---- | ---- | ---- |
| 2016 | 한화  | 0.250 | 11   | 8    | 2    | 2    | 0     | 0     | 0    | 0    | 0    | 0    | 1    | 0    | 5    | 0    | 0    |
| 2017 | 한화  | 0.277 | 78   | 195  | 29   | 54   | 12    | 2     | 7    | 26   | 0    | 0    | 10   | 5    | 59   | 3    | 0    |
| 통산 | 2시즌 | 0.276 | 89   | 203  | 31   | 56   | 12    | 2     | 7    | 26   | 0    | 0    | 11   | 5    | 64   | 3    | 0    |